# Marxismo vulgar
El marxismo vulgar es la «reducción del marxismo a una vulgar teoría que todo lo reduce al “factor económico”». Dino Felluga lo describe como una «creencia particular de que uno puede acceder directamente a las condiciones reales de la historia» y a veces se lo denomina "teoría de la reflexión". En 1998, Robert M. Young define «economismo o marxismo vulgar» como "la [posición del marxismo] más ortodoxa que proporciona correlaciones uno a uno entre la base socioeconómica y la superestructura intelectual».
Walter Benjamin en Sobre el concepto de historia describió la «definición [de] trabajo del Programa de Gotha como la fuente de toda riqueza y de toda cultura"» como un «concepto marxista vulgar de lo que es el trabajo, [que] no se molesta en preguntarse cómo afectan sus productos a los trabajadores». El programa de Gotha para Benjamin «desea percibir sólo la progresión de la explotación de la naturaleza, no la regresión de la sociedad». Benjamin contrastó el marxismo vulgar "tecnocrático" con la respuesta de Marx al enfoque del programa de Gotha "que el ser humano, que no poseía otra propiedad aparte de su fuerza de trabajo, «debe ser esclavo de otros seres humanos"».
Paul Mattick vio la «incorporación de ideas económicas burguesas al marco del marxismo» por «los defensores de la 'economía marxista' [sic]» como consecuencia de la "degeneración" de la "economía clásica" en "economía vulgar", donde la «teoría de la utilidad marginal», que «podía considerarse como un principio universal y por lo tanto neutral» fue «considerada más deseable» que «la derivación de los precios a partir de los valores del tiempo de trabajo de Marx». Mattick vio el marxismo resultante que seguía «las 'leyes económicas' [sic] que podría ser apreciado tanto por amigos como por enemigos» como «marxismo vulgar». El mismo Friedrich Engels mencionó esta vulgarización del marxismo en el prólogo al tomo III de El capital, el cual lo describe como un “marxismo disfrazado” y “un socialismo vulgar”. Otros autores señalan a Engels como responsable de la vulgarización del marxismo.
En contraste, McKenzie Wark en Four Cheers For Vulgar Marxism!!!! [sic] sugirió que «a medida que el marxismo se convirtió en una criatura de la academia», la acusación de marxismo vulgar surgió para «acordonar enfoques respetables del conocimiento» que estaban fuera de la academia. Wark detectó el despliegue del «insulto “¡marxista vulgar!” [sic]» como alegato de George Lukács y Karl Korsch contra el machismo ruso, y de Louis Althusser, y de E. P. Thompson contra Althusser. Wark escribió que la acusación implicaba un desprecio por «demasiada atención al conocimiento especializado como las ciencias» y un desdén por la «falta de sentido del papel central de la filosofía». Wark elogió Donna Haraway, quien «conoce su ciencia biológica de primera mano» como una marxista vulgar, y destacó a A. Bogdanov, quien vio «el nexo trabajo- techné -naturaleza como primario», como «vulgar en un [... ] sentido diferente a la caricatura del marxismo vulgar economista, determinista, reduccionista».
John Phillips afirma que Julia Kristeva entiende el "marxismo vulgar" como sinónimo de "sociologismo vulgar", una visión que "caracteriza la ideología en términos de una superestructura determinada por una base económica/histórica (base y superestructura) [sic]."